# David Gordon (Politiker, 1865)

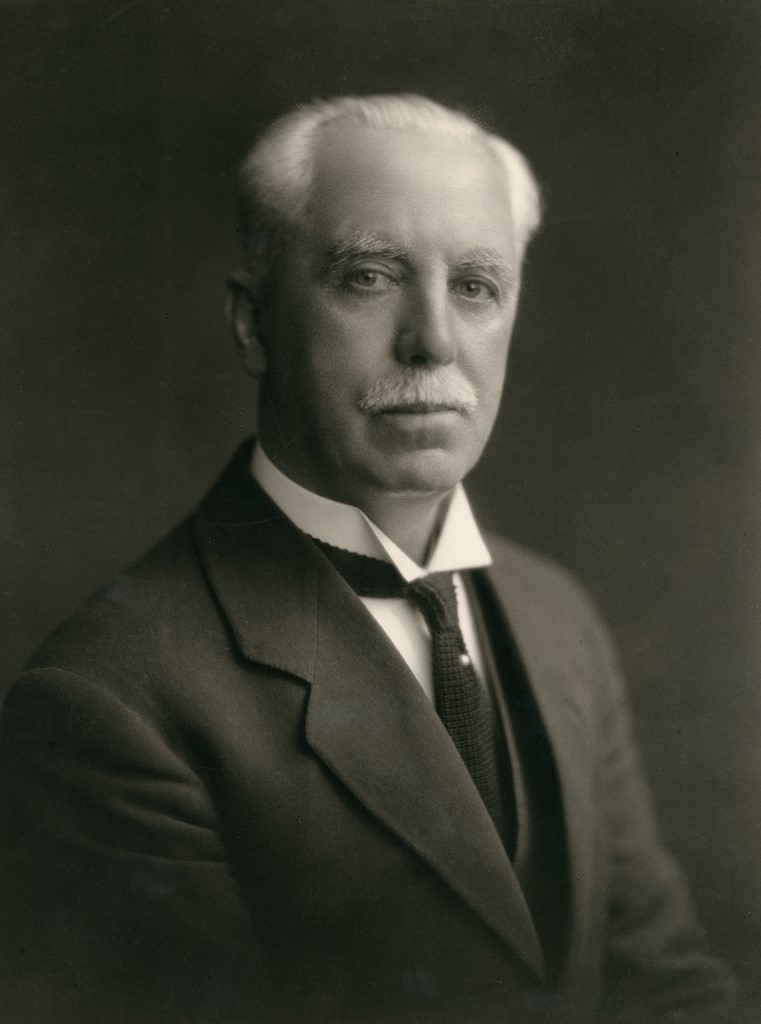
David Gordon (1920)

Hon. Sir David John Gordon, Kt (* 4. Mai 1865 in Riverton, South Australia; † 12. Februar 1946 in Unley Park, South Australia) war ein australischer Politiker der Commonwealth Liberal Party (CLP), der Liberal Union, der Liberal Federation sowie zuletzt der Liberal and Country League (LCL), der unter anderem zwischen 1911 und 1913 Mitglied des Australischen Repräsentantenhauses sowie von 1913 bis 1944 Mitglied des South Australian Legislative Council war. Er war zeitweise 1917 Minister in der Regierung des Bundesstaates South Australia sowie zwischen 1932 und 1944 Präsident des South Australian Legislative Council.

## Leben

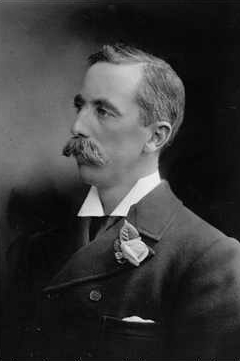
David Gordon (1904)

David Gordon war nach dem Besuch der Stanley Grammar School zunächst als Getreidehändler tätig und danach als Journalist bei den Tageszeitungen South Australian Register und The Adelaide Observer, ehe er zehn Jahre lang Leiter des Hansard, der Redaktion der offiziellen protokollarischen Aufzeichnungen der Sitzungen des Australischen Parlaments. Nach dem Tode von Lee Batchelor von der Australian Labor Party (ALP) am 8. Oktober 1911 wurde er als dessen Nachfolger bei der dadurch notwendigen Nachwahl (By-election) im Wahlkreis Boothby für die Commonwealth Liberal Party (CLP) zum Mitglied des Australischen Repräsentantenhauses gewählt, dem er bis zu seiner Niederlage bei der Parlamentswahl in Australien am 31. Mai 1913 gegen den ALP-Kandidaten George Dankel angehörte.
Wenige Monate nach seiner Niederlage wurde Gordon nach dem Tode von John Duncan am 8. Oktober 1913 bei der erforderlichen Nachwahl am 15. November 1913 für die Liberal Union im Wahlkreis Midland District erstmals zum Mitglied des South Australian Legislative Council gewählt, des Oberhauses des Parlaments von South Australia. Er gehörte dieser bis zu seinem Mandatsverzicht am 28. April 1944 mehr als dreißig Jahre lang an, wobei er seit dem 16. Oktober 1923 die aus der Liberal Union hervorgegangenen Liberal Federation beziehungsweise seit dem 9. Juni 1932 die Liberal and Country League (LCL) vertrat, die wiederum aus der Liberal Federation entstanden war. Bei der Wahl am 29. April 1944 wurde sein Parteifreund Reginald Rudall für den Wahlkreis Midland District zum Mitglied des Legislativrates gewählt.
Am 14. Juli 1917 wurde Gordon in die dritte Regierung von Premierminister Archibald Peake berufen und bekleidete in dieser knapp sechs Wochen lang bis zum 27. August 1917 die Ämter als Bildungsminister (Minister of Education) sowie als Minister für Rückführungen (Minister of Repatriation). In Anerkennung der Verdienste um das Parlament wurde er am 1. Januar 1925 als Knight Bachelor (Kt) nobilitiert, wodurch er fortan das Prädikat „Sir“ führte.
Als Nachfolger des am 24. Mai 1932 verstorbenen Sir Lancelot Stirling wurde Sir David Gordon am 7. Juli 1932 schließlich zum Präsidenten des South Australian Legislative Council gewählt und bekleidete dieses Amt bis zu seiner Ablösung durch seinen Parteifreund Walter Gordon Duncan am 29. Februar 1944. Am 19. Oktober 1944 wurde ihm aufgrund einer mindestens dreijährigen Amtszeit als Präsident des Legislativrates der Höflichkeitstitel The Honourable verliehen.
Aus seiner 1888 geschlossenen Ehe mit der 1933 verstorbenen Anna Louisa Peel gingen zwei Söhne hervor. Der ältere Sohn Douglas Peel Gordon (1892–1948) war von 1947 bis 1948 für den Wahlkreis Midland District ebenfalls Mitglied des Legislativrates, während der jüngere Sohn John Rutherford Gordon (1895–1978) für seine Verdienste im Ersten Weltkrieg mit dem Military Cross (MC) ausgezeichnet wurde.

## Veröffentlichungen
- The pastoral industry. Its present condition and possible future, DJ Gordon, Adelaide 1894
- Shall we hold the south-east? A question for electors, DJ Gordon, Adelaide 1902
- The gateway of the interior. How to utilize Australia’s great waterways, DJ Gordon, Adelaide 1902
- The central state. South Australia – its history, progress and resources, Vardon & Pritchard, Adelaide 1903
- Points for the people on the river question, River Murray League of South Australia, Adelaide 1904
- The „Nile“ of Australia. Natures gateway to the interior – a plea for the greater utilization of the Murray and its tributaries, The River Murray League of South Australia, Adelaide 1906
- Conquering the desert. Conservation, reclamation, irrigation. A national policy for progressive people, WK Thomas & Co, Adelaide 1907
- Handbook of South Australia, Government of South Australia, Adelaide 1908
- Rivers and railways. Are inland waterways worth saving? A reply to Victorian critics, River Murray League of South Australia, Adelaide 1909
- Problems of transportation and their relation to Australian trade and commerce, University of Adelaide, Adelaide 1914
- The aftermath. Making good war’s wastage, JL Bonython & Co, Adelaide 1916

## Hintergrundliteratur
- Parliament of South Australia: Statistical Record of the Legislature 1836–2007 (Memento vom 11. März 2019 im Internet Archive)
- Gordon Desmond Combe: Responsible Government in South Australia, Band 1, Wakefield Press, 2009, ISBN 978-1-86254-843-5 (Onlineversion (Auszug))